# Concerto per violoncello e orchestra (Schumann)
Il Concerto per violoncello e orchestra in la minore, op. 129 fu composto da Robert Schumann nell'ottobre del 1850.
Già nel 1849 il musicista pensava ad un concerto per violoncello, ma lo compose solo dopo essere stato nominato direttore musicale municipale a Düsseldorf. Schumann, come suo solito, portò a termine la partitura in tempi molto brevi, ma la vita di questa composizione risultò travagliata. Il compositore aveva in gioventù suonato lo strumento, ma non poteva essere considerato un violoncellista a tutti gli effetti; sembra che durante la stesura del concerto fosse supportato da un virtuoso dello strumento.
Il 23 marzo 1851 Christian Reimers suonò il concerto al violoncello con l'accompagnamento del pianoforte. In vista di una prima esecuzione (ufficiosa) a Düsseldorf nel maggio del 1851, Schumann prese contatto con Robert Emil Bockmühl che ruppe di lì a poco la collaborazione con l'autore in quanto non soddisfatto delle modifiche che questi apportava. Bisognerà attendere il 23 aprile 1860 per avere notizia della prima esecuzione pubblica del concerto.
Il brano rappresenta uno fra i primi esempi di concerto romantico per violoncello dopo i Concerti op. 4 di Anton Kraft (1805) e del figlio Nikolaus (1815) ancora improntati agli stilemi del Classicismo viennese. Va considerato come uno dei più importanti concerti per violoncello del secolo, che vedrà in seguito cimentarsi con lo stesso strumento Saint-Saëns, Čajkovskij, Lalo e Dvořák.
La composizione si articola in tre movimenti, ricchi di idee melodiche che si susseguono senza soluzione di continuità e che recano l'impronta inconfondibile del genio schumanniano. Il violoncello trova risalto essenzialmente nella tenue struttura orchestrale. Nel primo e nel terzo movimento il solista dialoga con l'orchestra senza antagonismo e con accenti quasi cameristici. Il movimento centrale è caratterizzato da una calda linea melodica.